# Urs Zimmermann
Urs Zimmermann (Mühledorf, 29 november 1959) is een voormalige Zwitserse wielrenner. Zimmerman stond bekend als een uitstekend klimmer en ronderenner. Hij won in zijn carrière grote etappekoersen als de Ronde van Zwitserland, Dauphiné Liberé en het Critérium International. In de grote rondes kwam hij tweemaal op het podium: hij werd 3e in de Ronde van Frankrijk van 1986 en 3e in de Ronde van Italië van 1988.

## Belangrijkste overwinningen
1981
- Hegiberg-Rundfahrt

1984
- Eindklassement Ronde van Zwitserland
- Grabs-Voralp

1985
- GP de la Liberté Fribourg

1986
- Eindklassement Dauphiné Libéré
- 2e etappe Critérium International
- Eindklassement Critérium International
- Ronde van Lazio
- Zwitsers kampioen op de weg, Elite
- Monthey
- Tiel

1987
- 2e etappe Ronde van Frankrijk (met Stephen Roche, Guido Bontempi, Davide Cassani, Massimo Ghirotto, Erich Mächler, Jorgen Vagn Pedersen, Giancarlo Perini en Eddy Schepers)

1988
- 1e etappe Ronde van Trentino
- Eindklassement Ronde van Trentino
- 4e etappe deel B Ronde van Romandië
- Rieti-Terminillo
- Trofeo dello Scalatore 1

## Resultaten in voornaamste wedstrijden
| Jaar | Ronde van Italië | Ronde van Frankrijk | Ronde van Spanje |
| ---- | ---------------- | ------------------- | ---------------- |
| 1984 |                  | 58e                 |                  |
| 1985 | 50e              |                     |                  |
| 1986 |                  | ↑                   |                  |
| 1987 |                  | opgave              |                  |
| 1988 | ↑                | opgave              |                  |
| 1989 | 6e               | opgave              |                  |
| 1990 | opgave           |                     |                  |
| 1991 |                  | 116e                |                  |
| 1992 | 44e              |                     |                  |

| Jaar | Milaan-San Remo | Luik-Bast.‑Luik | Ronde van Lombardije | Waalse Pijl | Rund um den Henninger-Turm |  | WK op de weg |  | Wereldranglijsten |
| ---- | --------------- | --------------- | -------------------- | ----------- | -------------------------- |  | ------------ |  | ----------------- |
| 1984 |                 |                 |                      | 7e          |                            |  |              |  | 18e (SPP)         |
| 1985 |                 |                 |                      |             |                            |  | 44e          |  |                   |
| 1986 | 31e             |                 |                      | 15e         |                            |  | 61e          |  | 5e (SPP)          |
| 1987 | 142e            | 47e             |                      |             |                            |  |              |  |                   |
| 1988 |                 |                 |                      |             | 6e                         |  |              |  | 63e (UWB)         |
| 1989 |                 | 69e             | 28e                  | 26e         |                            |  |              |  |                   |
| 1990 |                 | 96e             |                      | 55e         |                            |  |              |  |                   |
| 1991 |                 |                 |                      |             |                            |  |              |  |                   |
| 1992 |                 |                 |                      |             |                            |  |              |  |                   |